# Kusmah (huyện)
Huyện Kusmah là một huyện thuộc tỉnh Raymah, Yemen. Đến thời điểm năm 2003, huyện này có dân số 74622 người